# Göktepe, Menemen
Göktepe là một xã thuộc huyện Menemen, tỉnh İzmir, Thổ Nhĩ Kỳ. Dân số thời điểm năm 2010 là 782 người.